# Enicospilus cardaleae
Enicospilus cardaleae là một loài tò vò trong họ Ichneumonidae.